# Конгаз
Конгаз (гаг. Kongaz; рум. Congaz) — село на юге Молдавии. Входит в состав Комратского района Гагаузии. Протяжённость территории села около 8 км.

## География
В непосредственной близости от восточной окраины села по направлению с севера на юг протекает река Ялпуг. В 0,2 км от северо-восточной окраины населённого пункта находится устье реки Карсэу, которая является правым притоком реки Ялпуг. Наибольшим водным объектом, находящимся поблизости от села, является Конгазское  водохранилище, которое расположено в 400 метрах от северной окраины села.

## Население
Численность населения села по состоянию на 2009 год составляет 13406 человек. Конгаз является самым большим селом в Европе, что зафиксировано в Книге рекордов Гиннесса. Большинство населения — гагаузы (98 %).

## История
В Молдавской ССР Конгаз с 1940 года по 1956 год был административным центром упразднённого Конгазского района.
Согласно архивной выписке, село Конгаз в разные годы принадлежало разным районам и записывалось по разному, но оставалось тем же населённым пунктом:
- 1950—1955 гг. — Конгазский район;
- в 1960—1962 гг. записывалось как село Кангаз, Тараклийского района;
- с 1962 г. по ноябрь 1964 г. записывалось как село Кангаз, Чадыр-Лунгского района;
- с декабря 1964 г. по 1971 г. записывалось как село Кангаз, Комратского района;
- с 1972 г. по настоящее время — Конгаз, Комратского района[6].

## Экономика
На территории Конгаза зарегистрировано около 300 экономических агентов, 6 крупных агрохозяйств и 145 крестьянско-фермерских хозяйств, 12 промышленных предприятий, в том числе филиал фабрики ООО «Асена Текстиль», винзавод ООО «Текка», колбасный цех ООО «КСТЕГ», мельницы ООО «Велимол прод», ООО «Дермен», ООО «Морой», ИП «Манолов», предприятие по производству мебели ООО «Кариф Мобила», по пошиву одежды ООО «Магвилд», маслобойки и минипекарни.
В Конгазе 58 торговых предприятий, специализированная торговая сеть по продаже мебели, автозапчастей, стройматериалов, оргтехники, рынок на 397 торговых мест. Развита сеть предприятий бытового обслуживания. Имеется 6 строительных организаций, 3 транспортных (из них «RG-Карго» занимается международными перевозками), функционируют 3 филиала коммерческих банков и 5 филиалов страховых компаний.
Общий объём валовой продукции промышленности Конгаза составляет 100 млн леев.

## Социальная сфера
В Конгазе 6 детских дошкольных учреждений на 730 мест, 5 общеобразовательных учреждений на 2,4 тыс. учебных мест, 1 поликлиника на 200 посещений в смену, 1 больница на 27 коек, 1 центр семейных врачей, с оказанием диагностических услуг, спортшкола и 2 мини-футбольных поля и стадион находящийся в аварийном состоянии. Функционируют 2 библиотеки, Дом культуры, кинотеатр, ДЮСШ, шахматно-шашечный клуб, подростковый клуб, филиал Комратской музыкальной школы.
Общая протяжённость газопровода в Конгазе составляет 106,5 км. Газифицированы все социальные объекты и 75 % жилых домов. Протяжённость водопроводной сети составляет 27км (40,6 % от общего числа домов). На территории Конгаза функционируют 5 артезианских скважин.

## Транспорт
Протяжённость дорог — 36 км, из них с твёрдым покрытием 26 км.
Маршрутного транспорта в селе нет, несмотря на такую огромную протяжённость центральной улицы находящейся на трассе Республиканского значения (Кишинёв — Джурджулешты) — более 8 км.
По состоянию на 1 июня 2007 года из общего числа домов и квартир (3200) оборудованы водопроводом 1300 (40,6 %), газом — 2574 (92 %), телефоном — 2468 (91 %).
Протяжённость заасфальтированных улиц составляет 7,5 км, щебёночных — 13 км.

## Культура

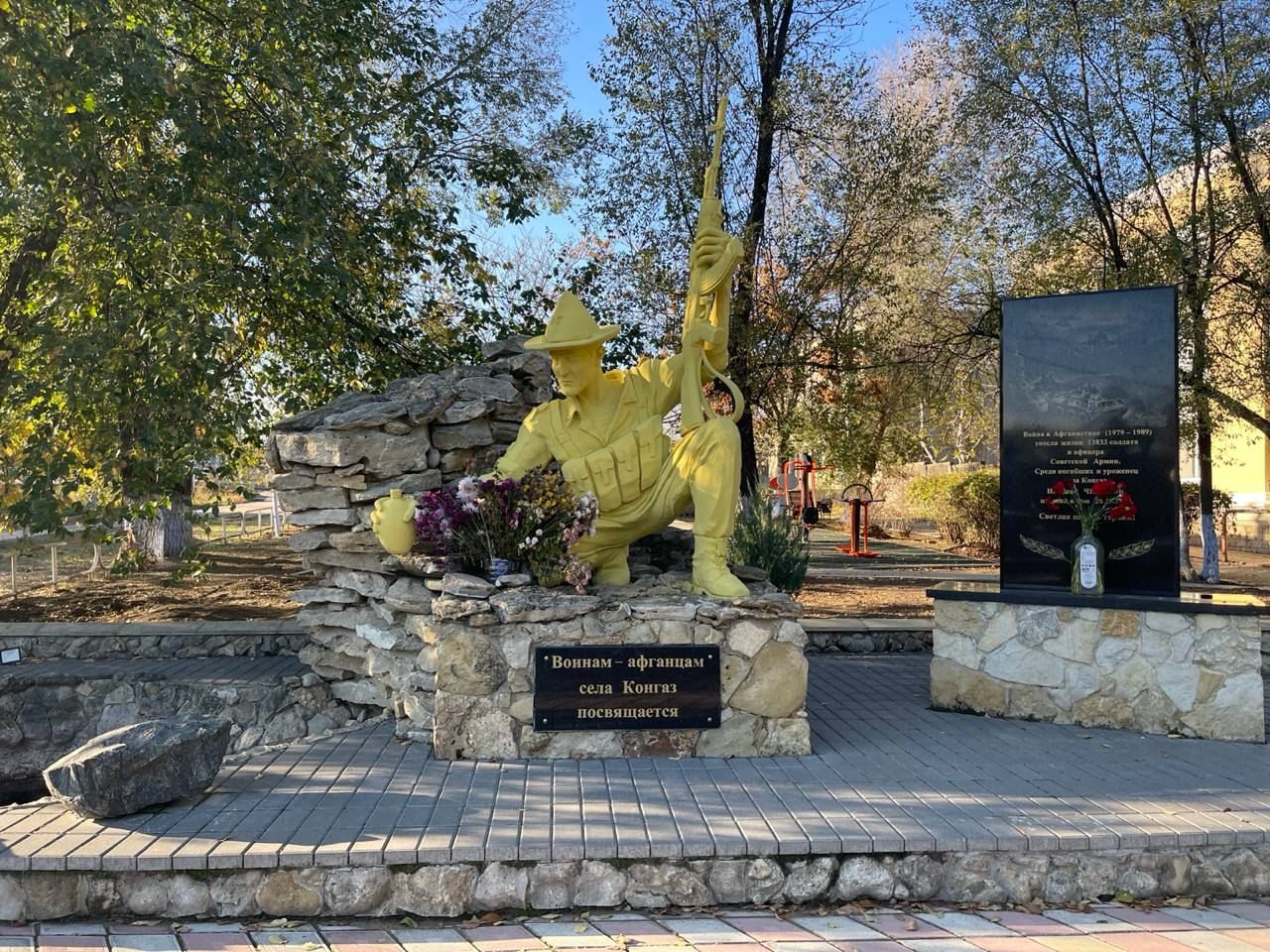
Памятник воинам-афганцам

В селе установлен памятник солдатам-участникам войны Афганистана по инициативе местных жителей, служивших в Афганистане.